# لويزة رايتي
لويزة رايتي (الاسم العلمي: Aloysia wrightii) هو نوع نباتي يتبع جنس اللويزة من فصيلة اللويزية.